# Méthode du pincement
La méthode du pincement (en anglais : Pinch analysis) est un outil d’analyse ou de planification d’une installation thermique dans laquelle circulent de manière stationnaire des fluides soumis à des échanges thermiques. L’objectif est de maximiser l’efficacité énergétique de l’installation en lui incorporant des éléments de récupération de chaleur (échangeurs et/ou pompes à chaleur).
Cette méthode a été proposée en 1979 par l’ingénieur chimiste Bodo Linnhoff (en) dans le cadre de son doctorat. C'est vers la fin de l'année 1977, à l'Université de Leeds, sous la supervision de John Flower qu'il se rend compte pour la première fois de l'existence d'un pincement dans la majorité des procédés industriels. Ce qui lui a permis par la suite de proposer l'analyse de pincement.
Le terme de pincement se réfère à l’écart minimum entre deux courbes composites d’un diagramme Enthalpie - Température, l’une étant associée aux flux à chauffer, l’autre aux flux à refroidir. Tant que cet écart minimum est positif, il existe théoriquement un moyen de réduire la consommation énergétique.
Sous une forme plus élaborée, des algorithmes numériques exploitent cette méthode pour chercher les adaptations les plus économiques, tout en tenant compte des investissements nécessaires, du prix de l’énergie, etc.
L’objectif de cette méthodologie est de pouvoir répondre aux questions de type : Quels sont les besoins de chaleur et de froid minimaux du procédé optimisé? Quel est l’optimum économique entre les investissements et les coûts énergétiques? Comment atteindre concrètement cet optimum?